# La Ilustración Republicana Federal
La Ilustración Republicana Federal va ser una revista editada a la ciutat espanyola de Madrid entre 1871 i 1872, durant el Sexenni Democràtic.
De periodicitat setmanal i ideologia republicana, el seu director va ser Enrique Rodríguez-Solís. En les seves pàgines es va enaltir a la Comuna de París i la seva capçalera contenia una al·legoria de la República. En ella van col·laborar autors com Francesc Pi i Margall, Emilio Castelar, Fernando Garrido, Estanislau Figueras, Francisco Flores García, Carolina Pérez, o Matilde Cherner, entre d'altres. Galdós, en el seu episodi nacional Amadeo I, obra de caràcter literari, deixa recollit que la revista hauria tingut la seva redacció a la plaça de la Cebada, a més de senyalar entre els seus redactors a Roque Barcia Martí, Robert Robert i Ramón de Cala y Barea.

## Bibliografia

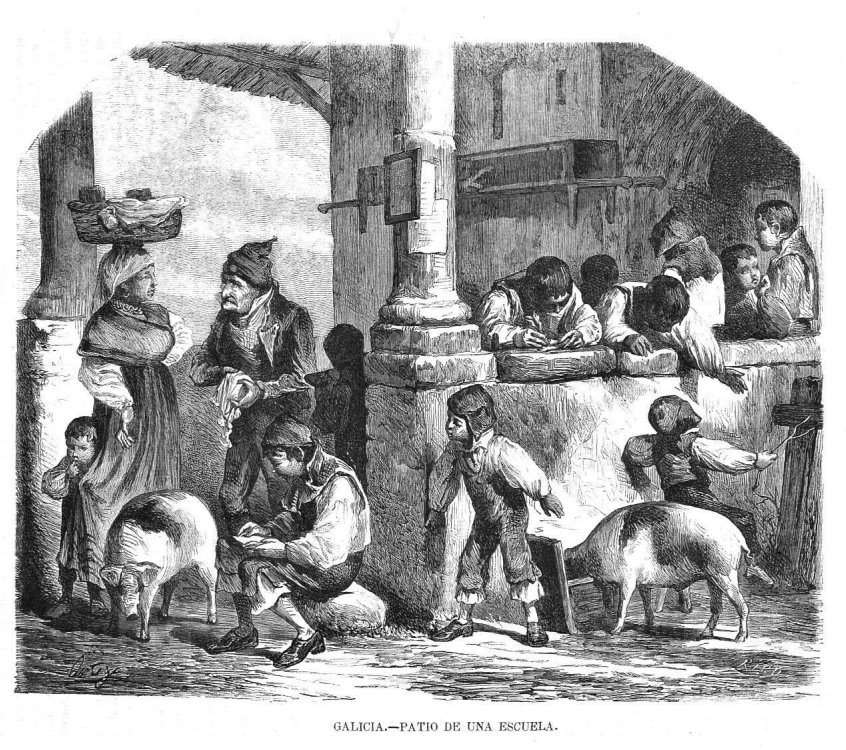
Gravat a La Ilustración Republicana Federal: «Galicia, patio de una escuela», dibuix de Ortego, gravat per Rico.